# Freyeria trochylus
Freyeria trochylus är en fjärilsart som beskrevs av Freyer 1845. Freyeria trochylus ingår i släktet Freyeria och familjen juvelvingar. Inga underarter finns listade i Catalogue of Life.